# 480 kilomètres de Silverstone 1990
Navigation
Édition précédente Édition suivante
Les 480 kilomètres de Silverstone 1990 (officiellement appelé le British Empire Trophy), disputées le 20 mai 1990 sur le Circuit de Silverstone ont été la troisième manche du Championnat du monde des voitures de sport 1990.

## La course

### Classement de la course
Voici le classement officiel au terme de la course,.
- Les premiers de chaque catégorie du championnat du monde sont signalés par un fond jaune.
- Pour la colonne Pneus, il faut passer le curseur au-dessus du modèle pour connaître le manufacturier de pneumatiques.
- Les voitures ne réussissant pas à parcourir 75% de la distance du gagnant sont non classées (NC).

| Pos  | Classe | no | Écurie                              | Pilotes                                | Châssis                                   | Pneus | Tours | Temps                           |
| Pos  | Classe | no | Écurie                              | Pilotes                                | Moteur                                    | Pneus | Tours | Temps                           |
| ---- | ------ | -- | ----------------------------------- | -------------------------------------- | ----------------------------------------- | ----- | ----- | ------------------------------- |
| 1    | C      | 3  | Silk Cut Jaguar                     | Martin Brundle Alain Ferté             | Jaguar XJR-11                             | G     | 101   | 2 h 19 min 39 s 467             |
| 1    | C      | 3  | Silk Cut Jaguar                     | Martin Brundle Alain Ferté             | Jaguar JV6 3.5L V6 Turbo                  | G     | 101   | 2 h 19 min 39 s 467             |
| 2    | C      | 4  | Silk Cut Jaguar                     | Jan Lammers Andy Wallace               | Jaguar XJR-11                             | G     | 100   | + 1 tour                        |
| 2    | C      | 4  | Silk Cut Jaguar                     | Jan Lammers Andy Wallace               | Jaguar JV6 3.5L V6 Turbo                  | G     | 100   | + 1 tour                        |
| 3    | C      | 21 | Spice Engineering                   | Bruno Giacomelli Fermín Vélez          | Spice SE90C                               | G     | 100   | + 1 tour                        |
| 3    | C      | 21 | Spice Engineering                   | Bruno Giacomelli Fermín Vélez          | Ford Cosworth DFR 3.5L V8 Atmo            | G     | 100   | + 1 tour                        |
| 4    | C      | 7  | Joest Porsche Racing                | Bob Wollek Frank Jelinski              | Porsche 962C                              | M     | 99    | + 2 tours                       |
| 4    | C      | 7  | Joest Porsche Racing                | Bob Wollek Frank Jelinski              | Porsche Type-935 3.2L Flat-6 Turbo        | M     | 99    | + 2 tours                       |
| 5    | C      | 10 | Porsche Kremer Racing               | Bernd Schneider Steven Andskär         | Porsche 962CK6                            | Y     | 98    | + 3 tours                       |
| 5    | C      | 10 | Porsche Kremer Racing               | Bernd Schneider Steven Andskär         | Porsche Type-935 3.0L Flat-6 Turbo        | Y     | 98    | + 3 tours                       |
| 6    | C      | 15 | Brun Motorsport                     | Harald Huysman Oscar Larrauri          | Porsche 962C                              | Y     | 97    | + 4 tours                       |
| 6    | C      | 15 | Brun Motorsport                     | Harald Huysman Oscar Larrauri          | Porsche Type-935 3.0L Flat-6 Turbo        | Y     | 97    | + 4 tours                       |
| 7    | C      | 16 | Brun Motorsport                     | Jesús Pareja Walter Brun               | Porsche 962C                              | Y     | 97    | + 4 tours                       |
| 7    | C      | 16 | Brun Motorsport                     | Jesús Pareja Walter Brun               | Porsche Type-935 3.0L Flat-6 Turbo        | Y     | 97    | + 4 tours                       |
| 8    | C      | 17 | Brun Motorsport                     | Bernard Santal Massimo Sigala          | Porsche 962C                              | Y     | 96    | + 5 tours                       |
| 8    | C      | 17 | Brun Motorsport                     | Bernard Santal Massimo Sigala          | Porsche Type-935 3.0L Flat-6 Turbo        | Y     | 96    | + 5 tours                       |
| 9    | C      | 11 | Porsche Kremer Racing Convector     | Anthony Reid Eje Elgh                  | Porsche 962CK6                            | Y     | 96    | + 5 tours                       |
| 9    | C      | 11 | Porsche Kremer Racing Convector     | Anthony Reid Eje Elgh                  | Porsche Type-935 3.0L Flat-6 Turbo        | Y     | 96    | + 5 tours                       |
| 10   | C      | 26 | Obermaier Primagaz                  | Harald Grohs Jürgen Oppermann (de)     | Porsche 962C                              | G     | 96    | + 5 tours                       |
| 10   | C      | 26 | Obermaier Primagaz                  | Harald Grohs Jürgen Oppermann (de)     | Porsche Type-935 3.0L Flat-6 Turbo        | G     | 96    | + 5 tours                       |
| 11   | C      | 14 | Richard Lloyd Racing                | James Weaver Manuel Reuter             | Porsche 962C GTi                          | G     | 96    | + 5 tours                       |
| 11   | C      | 14 | Richard Lloyd Racing                | James Weaver Manuel Reuter             | Porsche Type-935 3.0L Flat-6 Turbo        | G     | 96    | + 5 tours                       |
| 12   | C      | 36 | Toyota Team Tom's                   | Geoff Lees John Watson                 | Toyota 90C-V                              | B     | 95    | + 6 tours                       |
| 12   | C      | 36 | Toyota Team Tom's                   | Geoff Lees John Watson                 | Toyota R36V 3.6L V8 Turbo                 | B     | 95    | + 6 tours                       |
| 13   | C      | 19 | Team Davey                          | Giovanni Lavaggi Tim Lee-Davey         | Porsche 962C                              | D     | 95    | + 6 tours                       |
| 13   | C      | 19 | Team Davey                          | Giovanni Lavaggi Tim Lee-Davey         | Porsche Type-935 3.0L Flat-6 Turbo        | D     | 95    | + 6 tours                       |
| 14   | C      | 32 | Konrad Motorsport                   | Franz Konrad Harri Toivonen            | Porsche 962C                              | G     | 93    | + 8 tours                       |
| 14   | C      | 32 | Konrad Motorsport                   | Franz Konrad Harri Toivonen            | Porsche Type-935 3.0L Flat-6 Turbo        | G     | 93    | + 8 tours                       |
| 15   | C      | 13 | Courage Compétition                 | Pascal Fabre Michel Trollé             | Cougar C24S                               | G     | 93    | + 8 tours                       |
| 15   | C      | 13 | Courage Compétition                 | Pascal Fabre Michel Trollé             | Porsche Type-935 3.0L Flat-6 Turbo        | G     | 93    | + 8 tours                       |
| 16   | C      | 12 | Courage Compétition                 | Bernard Thuner Costas Los              | Cougar C24S                               | G     | 92    | + 9 tours                       |
| 16   | C      | 12 | Courage Compétition                 | Bernard Thuner Costas Los              | Porsche Type-935 2.8L Flat-6 Turbo        | G     | 92    | + 9 tours                       |
| 17   | C      | 29 | Chamberlain Engineering             | Nick Adams Richard Piper               | Spice SE89C                               | G     | 90    | + 11 tours                      |
| 17   | C      | 29 | Chamberlain Engineering             | Nick Adams Richard Piper               | Ford Cosworth DFZ 3.5L V8 Atmo            | G     | 90    | + 11 tours                      |
| 18   | C      | 27 | Obermaier Primagaz                  | Jürgen Lässig Otto Altenbach           | Porsche 962C                              | G     | 88    | + 13 tours                      |
| 18   | C      | 27 | Obermaier Primagaz                  | Jürgen Lässig Otto Altenbach           | Porsche Type-935 3.0L Flat-6 Turbo        | G     | 88    | + 13 tours                      |
| 19   | C      | 40 | The Berkeley Team London            | Ranieri Randaccio "Stingbrace"         | Spice SE89C                               | G     | 87    | + 14 tours                      |
| 19   | C      | 40 | The Berkeley Team London            | Ranieri Randaccio "Stingbrace"         | Ford Cosworth DFZ 3.5L V8 Atmo            | G     | 87    | + 14 tours                      |
| 20   | C      | 35 | Louis Descartes                     | François Migault Denis Morin           | ALD C289                                  | D     | 78    | + 23 tours                      |
| 20   | C      | 35 | Louis Descartes                     | François Migault Denis Morin           | Ford Cosworth DFZ 3.5L V8 Atmo            | D     | 78    | + 23 tours                      |
| Nc.† | C      | 24 | Nissan Motorsports International    | Mark Blundell Gianfranco Brancatelli   | Nissan R90CK                              | D     | 99    | Dernier tour trop lent          |
| Nc.† | C      | 24 | Nissan Motorsports International    | Mark Blundell Gianfranco Brancatelli   | Nissan VRH35Z 3.5L V8 Turbo               | D     | 99    | Dernier tour trop lent          |
| Nc.† | C      | 20 | Team Davey                          | Paul Scott Alfonso Toledano            | Porsche 962C                              | D     | 94    | Dernier tour trop lent          |
| Nc.† | C      | 20 | Team Davey                          | Paul Scott Alfonso Toledano            | Porsche Type-935 2.8L Flat-6 Turbo        | D     | 94    | Dernier tour trop lent          |
| Abd. | C      | 23 | Nissan Motorsports International    | Kenny Acheson Julian Bailey            | Nissan R90CK                              | D     | 92    | Suspension                      |
| Abd. | C      | 23 | Nissan Motorsports International    | Kenny Acheson Julian Bailey            | Nissan VRH35Z 3.5L V8 Turbo               | D     | 92    | Suspension                      |
| Abd. | C      | 37 | Toyota Team Tom's                   | Johnny Dumfries Hitoshi Ogawa          | Toyota 90C-V                              | B     | 92    | Disqualifié : trop de carburant |
| Abd. | C      | 37 | Toyota Team Tom's                   | Johnny Dumfries Hitoshi Ogawa          | Toyota R36V 3.6L V8 Turbo                 | B     | 92    | Disqualifié : trop de carburant |
| Abd. | C      | 8  | Joest Porsche Racing                | Tiff Needell Jonathan Palmer           | Porsche 962C                              | M     | 70    | Suspension                      |
| Abd. | C      | 8  | Joest Porsche Racing                | Tiff Needell Jonathan Palmer           | Porsche Type-935 3.2L Flat-6 Turbo        | M     | 70    | Suspension                      |
| Abd. | C      | 22 | Spice Engineering                   | Tim Harvey (en) Wayne Taylor           | Spice SE90C                               | G     | 70    | Moteur                          |
| Abd. | C      | 22 | Spice Engineering                   | Tim Harvey (en) Wayne Taylor           | Ford Cosworth DFR 3.5L V8 Atmo            | G     | 70    | Moteur                          |
| Abd. | C      | 1  | Team Sauber Mercedes                | Mauro Baldi Jean-Louis Schlesser       | Mercedes-Benz C11                         | G     | 40    | Moteur                          |
| Abd. | C      | 1  | Team Sauber Mercedes                | Mauro Baldi Jean-Louis Schlesser       | Mercedes-Benz M119 5.0L V8 Turbo          | G     | 40    | Moteur                          |
| Abd. | C      | 30 | GP Motorsport                       | Philippe de Henning Jari Nurminen (en) | Spice SE90C                               | D     | 35    | Moteur                          |
| Abd. | C      | 30 | GP Motorsport                       | Philippe de Henning Jari Nurminen (en) | Ford Cosworth DFR 3.5L V8 Atmo            | D     | 35    | Moteur                          |
| Abd. | C      | 28 | Chamberlain Engineering             | Cor Euser Mario Hytten (en)            | Spice SE89C                               | G     | 32    | Suspension                      |
| Abd. | C      | 28 | Chamberlain Engineering             | Cor Euser Mario Hytten (en)            | Ford Cosworth DFZ 3.5L V8 Atmo            | G     | 32    | Suspension                      |
| Abd. | C      | 31 | GP Motorsport                       | Dudley Wood Pasquale Barberio          | Spice SE87C                               | D     | 16    | Problèmes électrique            |
| Abd. | C      | 31 | GP Motorsport                       | Dudley Wood Pasquale Barberio          | Ford Cosworth DFZ 3.5L V8 Atmo            | D     | 16    | Problèmes électrique            |
| Abd. | C      | 9  | Joest Porsche Racing                | Stanley Dickens "John Winter"          | Porsche 962C                              | M     | 3     | Accident                        |
| Abd. | C      | 9  | Joest Porsche Racing                | Stanley Dickens "John Winter"          | Porsche Type-935 3.0L Flat-6 Turbo        | M     | 3     | Accident                        |
| Np.  | C      | 33 | Konrad Motorsport Dauer Racing (en) | Henri Pescarolo Derek Bell             | Porsche 962C                              | BF    | -     | Suspension                      |
| Np.  | C      | 33 | Konrad Motorsport Dauer Racing (en) | Henri Pescarolo Derek Bell             | Porsche Type-935 3.0L Flat-6 Turbo        | BF    | -     | Suspension                      |
| Np.  | C      | 39 | Swiss Team Salamin                  | Luigi Taverna Antoine Salamin          | Porsche 962C                              | G     | -     | Boite de vitesses               |
| Np.  | C      | 39 | Swiss Team Salamin                  | Luigi Taverna Antoine Salamin          | Porsche Type-935 3.0L Flat-6 Turbo        | G     | -     | Boite de vitesses               |
| Nq.‡ | C      | 2  | Team Sauber Mercedes                | Jochen Mass Michael Schumacher         | Mercedes-Benz C11                         | G     | -     |                                 |
| Nq.‡ | C      | 2  | Team Sauber Mercedes                | Jochen Mass Michael Schumacher         | Mercedes-Benz M119 5.0L V8 Turbo          | G     | -     |                                 |
| Nq.  | C      | 34 | Equipe Alméras Fréres               | Jacques Alméras Jean-Marie Alméras     | Porsche 962C                              | G     | -     |                                 |
| Nq.  | C      | 34 | Equipe Alméras Fréres               | Jacques Alméras Jean-Marie Alméras     | Porsche Type-935 2.8L Flat-6 Turbo        | G     | -     |                                 |
| Nq.  | C      | 41 | Alba Formula Team                   | Marco Brand (en)                       | Alba AR20                                 | G     | -     |                                 |
| Nq.  | C      | 41 | Alba Formula Team                   | Marco Brand (en)                       | Subaru (Motori Moderni) 1235 3.5L Flat-12 | G     | -     |                                 |

† - La Nissan R90CK n°24 de l'écurie Nissan Motorsports International et la Porsche 962C n°20 de l'écurie n'ont pas été classées pour cause de dernier tour trop long.
‡ - La Mercedes-Benz C11 n°2 de l'écurie Team Sauber Mercedes a eu ses temps de qualifications annulés pour avoir reçu une assistance extérieure lorsqu'elle était sur la piste durant la séance de qualification.

## Pole position et record du tour
- Pole position :  Jean-Louis Schlesser (#1 Team Sauber Mercedes) en 1 min 12 s 073
- Meilleur tour en course :  Jean-Louis Schlesser (#1 Team Sauber Mercedes) en 1 min 16 s 649

## À noter
- Longueur du circuit : 4,778 km
- Distance parcourue par les vainqueurs : 482,592 km